# Riotorto
Riotorto er en kommune i det nordvestlige Spanien i provinsen Lugo. Den har et indbyggertal på 1.179 (2024) indbyggere.